# Protogenes (Maler)

Fiktives Porträt des Protogenes

Protogenes war ein bedeutender griechischer Maler und Erzgießer im ausgehenden 4. Jahrhundert vor Christus.
Er stammte aus dem kleinasiatischen Kaunos, an der Küste von Karien, lebte aber meist auf Rhodos vor den Mauern der gleichnamigen Hauptstadt.
Für die Stadt schuf er ein Gemälde, das Ialysos mit einem Hund zeigte. Als im Jahr 305 v. Chr. der Diadochenherrscher Demetrios Poliorketes die Insel belagerte, bat eine Abordnung der Stadt bei diesem um die Schonung des Werkes. Demetrios erklärte, er werde eher die Bildsäulen, die zu Ehren seines Vaters in Rhodos errichtet worden waren, zerstören, als dass er die Vorstadt, in der sich das Bild befand, angreifen werde, obwohl ihm dies einen Vorteil erbracht hätte. Noch während der Belagerung wurde Protogenes mehrmals von Demetrios in seiner Werkstatt, die inmitten des Feldlagers lag, besucht. In dieser Zeit stellte er auch sein bekanntestes Werk fertig, den ruhenden Satyr.
Protogenes war ein Rivale seines Kollegen Apelles. Er zeichnete unter anderem auch Porträts der Mutter des Aristoteles und des Antigonos I. Monophthalmos, des Vaters des Demetrios. Keines seiner vielen Werke, die neben Bildern auch Schriften und Plastiken umfassen, existiert noch, ebenso wenig etwaige Kopien.
In einem Heiligtum in der Stadtmitte von Kaunos wurde eine Exedra freigelegt, die den dort gefundenen Epigrammen zufolge von einem Protogenes geweiht wurde. Dass es sich dabei um den berühmten Bildhauer Protogenes handelt, geht aus einer 2015 in Kaunos gefundenen Inschrift hervor, die ein Dekret der Stadt zur Ehrung ihres berühmten Sohnes enthält. Als Aufstellungsort für die Ehreninschrift ist in dem Text explizit die Exedra des Protogenes genannt.